# Fraimbois
Fraimbois é uma comuna francesa na região administrativa de Grande Leste, no departamento de Meurthe-et-Moselle. Estende-se por uma área de 15,02 km². Em 2010 a comuna tinha 391 habitantes (densidade: 26 hab./km²).